# 朝木直子
朝木 直子（あさき なおこ、1967年〈昭和42年〉7月20日 - ）は、日本の地方政治家。東村山市議会議長。市議会所属会派は「草の根市民クラブ」。同市では都市整備委員会、議会運営委員会などを歴任。

## 来歴
東京都東村山市出身。精心幼稚園、東村山市立化成小学校、東村山市立第二中学校、東京都立武蔵高等学校を経て、慶應義塾大学文学部を卒業。朝木家は一家で『東村山市民新聞』の経営に従事しており、地方政治への関与も深く、母は東村山市議を3期務めた朝木明代であり、父も東村山市民新聞編集顧問で2001年東京都議会議員選挙への出馬経験者である。
ミニコミ紙編集者として働きながら、25歳となり被選挙権を得た1993年、朝木は東京都議会議員選挙に北多摩1区から出馬したが、落選した。

## 議席譲渡事件
1995年4月23日執行の東村山市議会議員選挙（定数27）において、市民グループ「草の根」は、3人の候補者（朝木明代、朝木直子、矢野穂積）を擁立した。朝木直子の立候補は、直前に予定候補の一人が出馬を断念した結果、急遽決まったものであった。「草の根」の各候補は当時の新党護憲リベラルから推薦ないし公認を得て選挙戦を戦っていたが、無所属で立候補した朝木明代が1位で、朝木直子が4位で当選したものの、公認を受けた矢野穂積は次点となった。 
このとき、4位で当選した朝木直子は、選挙直後に千葉県松戸市への転出届を提出し、これにより、東村山市に住所を持たなくなったために自らが被選挙権を失ったと主張した。これは、朝木直子から次点であった矢野穂積に議席を譲渡する目的であった。この事態を受けて、護憲リベラルは5月10日に「草の根」の3人への公認、推薦を取り消した。
4月28日の東村山市選挙会は、当選辞退を受けての繰り上げ当選は行なわず、議会は欠員1の状態で任期を開始した。その後、臨時の選挙会が重ねられ、5月21日の選挙会の裁決により矢野の繰り上げ当選が決定した。5月23日の市議会臨時会では、繰り上げ当選した矢野も出席する中、矢野と朝木明代、議長の3名を除く24名全員の連名で、「市選管の結論は、選挙制度に対する有権者の信頼を著しく損ない、将来すべての選挙に大きな影響を及ぼす」として「再び発生しないための法整備」を求める首相や自治相への意見書が提出され、可決された。
その後、選挙の立会人であった男性が、市選管、都選管への不服申し立てを経て、10月4日に都選管を相手取り、選挙の無効を訴える裁判を起こした。
1審の東京高等裁判所は訴えを却下した。判決は、「原告らは、この点に関し、住所とは生活の本拠であり、それが失われたか否かという判断は実質的判断であるから、選挙管理委員会には判断権はなく、住所に関することは、議員資格取得後議会が決定する事柄であると主張するが、法九九条は被選挙権の喪失事由を分けず、一律に被選挙権を失ったときは当選を失うと定めているのであるから、原告らの右主張は到底採用することができない。」と、朝木直子が松戸市に転居届を提出したことで被選挙権を失ったため、繰り上げ当選に違法性はないと判断して訴えを退けた。
原告の上告を受けた、2審の最高裁判所第二小法廷は、1997年8月25日に1審判決を破棄し、都選管の裁決を取り消した。判決は、「東村山市の市議会議員選挙の当選人朝木直子が、当選人の告示後議員としての任期が開始する前に松戸市への転出の届出をしたが、朝木直子は、従前東村山市に生活の本拠としての住所を有しており、右告示の後、当選を辞退し次点者の矢野穂積を当選人とすることを目的として、急きょ右転出の届出をしたものであり、朝木直子が単身転出したとする先は父の部下一家が居住する社宅であった上、その後、わずかの間に松戸市内で二度にわたり転居の届出をしているなど判示の事実関係の下においては、朝木直子が住所を移転させる強固な目的で転出の届出をした上、現実に右社宅で起居し、議員としての任期開始後最後に転居の届出をした松戸市内の住所がそのまま生活の本拠となっているとしても、朝木直子は、議員としての身分を取得する前に被選挙権の要件としての東村山市の住所を失ったとはいえない。」とのべ、矢野の繰り上げ当選を違法とし、朝木が議員として失職しているか否かの判断は「東村山市議会の決定にゆだねられるもの」とした。
1997年8月29日、東京都選挙管理委員会は、最高裁判決を受けて、矢野の繰り上げ当選を無効と決定、9月2日には東村山市選挙管理委員会が選挙会を開き、朝木が「被選挙権を失っているのは明らか」として議席の欠員を決定した。朝木と矢野は、矢野の当選無効の決定に際して朝木を当選としなかったのは不当だとして決定の取り消しを求める訴えを起こし、東京高裁は1999年1月28日に、朝木をいったん当選したと扱った上で被選挙権を失ったかどうかは市議会の決定にゆだねられる、とする判断を示した。東村山市が上告したものの、同年7月8日、最高裁判所が高裁判決を支持し確定。この結果朝木直子は市議会議員の身分を回復したが、1999年4月には当該選挙による選出議員の任期は終了していた。また同月、朝木直子は市議会議員選挙に再び立候補し当選。判決確定とは無関係に市議会議員に選出されていた。判決確定を受け東村山市議会は、朝木は被選挙権はあったが1996年10月の第41回衆議院議員総選挙に朝木が立候補した時点で市議会議員を失職したものとした。東村山市は1999年4月の市議会議員選挙について朝木と矢野をともに「元職」と記録している。

## 選挙制度違憲訴訟
1996年10月の第41回衆議院議員総選挙に、朝木は東京20区から無所属で出馬し、落選した。この選挙から適用された改正公職選挙法が、「届け出政党に所属する候補者を優遇する一方、無所属候補の選挙運動を制限するもの」だとして、朝木は矢野らとともに、選挙の無効確認を東京高裁に訴えた。東京高裁はこの請求を、1997年12月15日に却下した。

## 朝木明代の死をめぐる訴訟合戦
1995年9月2日に朝木明代が転落死したこと（朝木明代市議転落死事件）を契機に、週刊誌等が創価学会の関与を示唆する報道などを行なったことに対し、創価学会は明代の後継者として『東村山市民新聞』を代表2025年する立場となった朝木直子を含む関係者を名誉毀損で告訴し、一連の裁判で勝訴した。以降、朝木明代の死をめぐる報道や、救急隊の措置、警察の対処などをめぐる様々な訴訟に関わることになった。

## 東村山市議会議員
朝木は、1996年の総選挙に続き、1997年の東京都議会議員選挙にも北多摩1区から出馬したが落選した。
1999年の第14回統一地方選挙の際に実施された東村山市議選（定数26）で、朝木は第1位で2選、市議会議員となった。以降、2003年の第15回統一地方選挙では、第1位で3選、2007年の第16回統一地方選挙では、第2位で4選、定数が1削減されて25となった2011年の第17回統一地方選挙の際には、第1位で5選を果たした。2015年の第18回統一地方選挙東村山市議選では
得票を前回より700票以上減らし第7位となったものの6選。2019年4月の同選挙においては前回とほぼ同じ票数を得て第4位で7選。
2025年5月30日に行われた正副議長および常任委員会委員等の改選において、朝木直子市議が議長に、佐藤真和（まさたか）市議が副議長に選出された。なお、両者は、次のような訴訟を含む経緯を経た両者である。

## 佐藤市議当選無効申立
2007年4月22日に執行された東村山市議選挙で当選した佐藤真和（まさたか）市議の当選が無効であるとして、矢野穂積と共に東京都選挙管理委員会を提訴を行った。提訴事由としては、佐藤の居住実態が日野市にあり、東村山市にないというものであった。都選管は同年10月に提訴を棄却。朝木、矢野は都選管の裁決を不服として同年11月に東京高等裁判所に提訴。2008年12月8日には、東京高等が請求を棄却。佐藤の当選は適法なものとされた。
この当選無効申し立てに関連し、佐藤の妻子が居住する日野市のマンションに人を張り込ませ、マンションのドア付近やベランダに干した洗濯物を撮影し、その写真を証拠として提出するなどしている。
また、朝木、矢野が発行人を勤める政治宣伝紙「東村山市民新聞」及びインターネット版「東村山市民新聞」、多摩レイクサイドFM（矢野がパーソナリティを務める番組「ニュースワイド多摩」を放送）による名誉棄損が行われたとして、2008年6月4日付けで佐藤から3者に対し訴訟が起こされている。この訴えに対しては、2011年1月に公職選挙法違反の訴えの公益性を認め、佐藤の請求は棄却されている。これとは逆に朝木、矢野は佐藤が自身のブログに書いた内容が名誉棄損であると訴訟を起こしたが、2011年6月に東京地方裁判所において棄却。東京高裁への控訴も2011年12月に棄却されている。

## 著書
- 「東村山の闇」（2003年、矢野穂積との共著）第三書館 ISBN 978-4807403332